# E-Prix di Long Beach 2015
L'E-Prix di Long Beach 2015 è la sesta prova della prima stagione di Formula E. La gara è stata vinta da Nelson Piquet Jr. del team China Racing.

## Qualifiche
Nella sessione di qualifiche si è avuta la seguente situazione: 
| Pos.                        | Nº | Pilota                 | Team               | Tempo    | Griglia |
| --------------------------- | -- | ---------------------- | ------------------ | -------- | ------- |
| 1                           | 66 | Daniel Abt             | Audi Sport ABT     | 56.937   | 1       |
| 2                           | 8  | Nicolas Prost          | e.dams Renault     | 56.944   | 2       |
| 3                           | 99 | Nelson Piquet Jr.      | China Racing       | 56.974   | 3       |
| 4                           | 11 | Lucas Di Grassi        | Audi Sport ABT     | 57.083   | 4       |
| 5                           | 27 | Jean-Éric Vergne       | Andretti Autosport | 57.106   | 5       |
| 6                           | 28 | Scott Speed            | Andretti Autosport | 57.156   | 6       |
| 7                           | 55 | António Félix da Costa | Amlin Aguri        | 57.182   | 7       |
| 8                           | 7  | Jérôme d'Ambrosio      | Dragon Racing      | 57.184   | 8       |
| 9                           | 30 | Stéphane Sarrazin      | Venturi            | 57.261   | 9       |
| 10                          | 9  | Sébastien Buemi        | e.dams Renault     | 57.288   | 10      |
| 11                          | 2  | Sam Bird               | Virgin Racing      | 57.304   | 11      |
| 12                          | 21 | Bruno Senna            | Mahindra Racing    | 57.347   | 12      |
| 13                          | 10 | Jarno Trulli           | Trulli             | 57.417   | 13      |
| 14                          | 3  | Jaime Alguersuari      | Virgin Racing      | 57.449   | 14      |
| 15                          | 23 | Nick Heidfeld          | Venturi            | 57.508   | 15      |
| 16                          | 88 | Charles Pic            | China Racing       | 57.818   | 16      |
| 17                          | 6  | Loïc Duval             | Dragon Racing      | 57.905   | 17      |
| 18                          | 5  | Karun Chandhok         | Mahindra Racing    | 57.921   | 18      |
| 19                          | 77 | Salvador Durán         | Amlin Aguri        | 57.950   | 19      |
| Tempo limite 107%: 1:00.923 |    |                        |                    |          |         |
| —                           | 18 | Vitantonio Liuzzi      | Trulli             | 1:12.813 | 20      |

## Gara
I risultati della gara sono i seguenti:
| Pos. | Nº | Pilota                 | Team               | Giri | Tempo/Ritiro | Griglia | Punti |
| ---- | -- | ---------------------- | ------------------ | ---- | ------------ | ------- | ----- |
| 1    | 99 | Nelson Piquet Jr.      | China Racing       | 39   | 46:01.971    | 3       | 25    |
| 2    | 27 | Jean-Éric Vergne       | Andretti Autosport | 39   | +1.705       | 5       | 18    |
| 3    | 11 | Lucas Di Grassi        | Audi Sport ABT     | 39   | +2.994       | 4       | 15    |
| 4    | 9  | Sébastien Buemi        | e.dams Renault     | 39   | +3.518       | 10      | 12    |
| 5    | 21 | Bruno Senna            | Mahindra Racing    | 39   | +8.844       | 12      | 10    |
| 6    | 7  | Jérôme d'Ambrosio      | Dragon Racing      | 39   | +13.460      | 8       | 8     |
| 7    | 55 | António Félix da Costa | Amlin Aguri        | 39   | +16.171      | 7       | 6     |
| 8    | 3  | Jaime Alguersuari      | Virgin Racing      | 39   | +17.975      | 14      | 4     |
| 9    | 6  | Loïc Duval             | Dragon Racing      | 39   | +18.436      | 17      | 2     |
| 10   | 30 | Stéphane Sarrazin      | Venturi            | 39   | +20.418      | 9       | 1     |
| 11   | 23 | Nick Heidfeld          | Venturi            | 39   | +21.326      | 15      |       |
| 12   | 5  | Karun Chandhok         | Mahindra Racing    | 39   | +32.917      | 18      |       |
| 13   | 18 | Vitantonio Liuzzi      | Trulli             | 39   | +38.592      | 20      |       |
| 14   | 8  | Nicolas Prost          | e.dams Renault     | 39   | +42.375      | 2       | 2     |
| 15   | 66 | Daniel Abt             | Audi Sport ABT     | 39   | +44.361      | 1       | 3     |
| 16   | 88 | Charles Pic            | China Racing       | 39   | +58.125      | 16      |       |
| Rit  | 77 | Salvador Durán         | Amlin Aguri        | 27   | Meccanica    | 19      |       |
| Rit  | 2  | Sam Bird               | Virgin Racing      | 22   | Sospensione  | 11      |       |
| Rit  | 10 | Jarno Trulli           | Trulli             | 7    | Incidente    | 13      |       |
| Rit  | 28 | Scott Speed            | Andretti Autosport | 3    | Incidente    | 6       |       |

## Classifiche

### Piloti
| Pos. | Pilota            | Punti |
| ---- | ----------------- | ----- |
| 1    | Lucas Di Grassi   | 75    |
| 2    | Nelson Piquet Jr. | 74    |
| 3    | Nicolas Prost     | 69    |
| 4    | Sébastien Buemi   | 55    |
| 5    | Sam Bird          | 52    |

### Team
| Pos. | Team               | Punti |
| ---- | ------------------ | ----- |
| 1    | e.dams Renault     | 124   |
| 2    | Audi Sport ABT     | 97    |
| 3    | Virgin Racing      | 82    |
| 4    | Andretti Autosport | 80    |
| 5    | China Racing       | 74    |